# 와스크군

우치주 지도에 표시된 와스크군의 위치

와스크군(폴란드어: powiat łaski)은 폴란드 우치주에 위치한 군으로 군청 소재지는 와스크이며 면적은 617.38km2, 인구는 50,874명(2006년 기준), 인구 밀도는 82명/km2이다.
북쪽으로는 포뎅비체군, 동쪽으로는 파비아니체군, 남동쪽으로는 베우하투프군, 남서쪽으로는 비엘룬군, 서쪽으로는 시에라츠군, 즈둔스카볼라군과 접한다. 5개 지방 자치체(1개 도시, 4개 농촌)를 관할한다.

군기
군 문장